# 플로리안 크라프
마르쿠스 플로리안 크라프(독일어: Markus Florian Krapt, 1993년 12월 17일 ~)는 독일 출신 모델이자 방송인이다.

## TV 방송
- 2019년 MBC 《생방송 오늘아침》
- 2019년 JTBC 《막나가쇼》 - 3회 (12월 10일)
- 2020년 tvN 《케이팝 어학당 - 노랫말싸미》 - 고정
- 2022년 tvN 《벌거벗은 세계사》 - 게스트
- 2022년 MBC every 1 《어서와~ 한국은 처음이지?》 - 게스트 (7월 7일 ~ 8월 4일)

## 경력
- 아이언맥스 코리아 홍보대사